# Baron local
Baron local este un termen gazetăresc generic folosit pentru persoane aflate într-o funcție publică importantă la nivel local (de oraș sau județ), care folosesc puterea de care se bucură pentru a obține foloase necuvenite.

## Geneza fenomenului baronilor locali
Guvernul Adrian Năstase (PSD) a preluat în mod creativ legea descentralizării finanțelor publice, adoptată de guvernarea anterioară. Potrivit acestei legi, semnificative resurse financiare n-au mai luat calea bugetului central, ci au rămas în mâinile autorităților locale și, mai ales, județene.
Este binecunoscut fenomenul corupției și acumulării de putere datorită procesului de redistribuire a resurselor de către reprezentanții statului, respectiv, relația taxe-cheltuieli bugetare, aceste persoane decid cine primește, ce sumă și când, situație ce duce la dependența celor ce primesc față de cei ce redistribuie (ex. birocrați, politicieni), cu cât bugetele sunt mai mari cu atât puterea crește, la fel potențialul de furt/corupție, de aici și expresia: „puterea tinde să corupă, puterea absolută corupe absolut”.
Chiar dacă Consiliile Județene nu au bugete precum cel de la nivel național ele redistribuie sume importante, spre exemplu, veniturile propii ale CSJ Constanța pe 2017 au fost de 169 milioane lei iar bugetul total de cheltuieli ale unui județ, exemplu CSJ Iași, ajunge la 482 milioane RON (2017).
În România 77% din primării nu reușesc să-și acopere cheltuielile administrative cu banii încasați din venituri (taxe) proprii, astfel apelează la alte surse, precum Consiliile Județene, unde președinții de CJ nu sunt aleși direct de cetățeni. 
La nivel național numai 711 unități administrativ teritoriale din cele peste 3.200 sunt independente financiar, celelalte sunt dependente de un „baron” (local sau național), ce nu este votat de alegători și redistribuie din taxele cetățenilor către cei ce sunt sau se supun influenței sale.
Șefii de Consilii Județene (CJ) au început să redistribuie discreționar aceste resurse către localitățile din subordine, cumpărând astfel loialități politice. Emblema acestui mod de guvernare a fost președintele CJ Gorj, Nicolae Mischie, care a afirmat că soarta comunelor din județ stă în pixul lui.Așa s-a născut conceptul de baroni locali, ca exponenți ai puterii locale absolute și corupte. Alt exemplu de baron local din perioada Năstase este Teodor Nițulescu, un apropiat de-al premierului, care a condus județul Teleorman cu mână de fier din funcția de prefect, în tandem cu președintele CJ Liviu Dragnea.
În timp, noțiunea de "baron local" și-a extins semnificația, devenind un termen peiorativ pentru politicienii care abuzează de prerogativele funcției, fiind în general persoane fără prea multă educație, ce își doresc atenția publică și își afișează averea cu orice ocazie.